# Єремія
Єремі́я (івр. יִרְמְיָהוּ, МФА: [jiʁmeˈjahu] — укр. Господь звеличить) — святий давньоєврейський пророк, один із чотирьох великих старозавітних пророків, жив на 600 років раніше Різдва Христового.
До пророчого служіння Господь покликав Єремію, коли йому було 15 років. Юнак спершу відмовлявся був від своєї місії, кажучи, що він надто молодий, що не вміє красномовно говорити, але Господь пообіцяв завжди бути з ним. З того часу Єремія 23 роки пророкував, викриваючи юдеїв, які забули були про Бога й поклоняються бовванам, пророкуючи їм нещастя й нищівну війну. Єремія пророкував біля воріт міста, біля входу в храм, всюди, де збиралися люди. Та йому відповідали насмішками, лаяли його й навіть намагалися вбити. Пророк Єремія написав книгу «Пророцтва» (Книга пророка Єремії), «Плач» (книга «Плач Єремії») про зруйнування Єрусалиму і Послання.

## Життєпис
Історію життя пророка Єремії написано в Книзі пророка Єремії. Він був з роду священиків, які жили були в Анатоті (Єр. 13:1). Пророча служба Єремії почалася 13 року правління царя Йосії в рідному місті пророка. Жителі цього маленького міста, як згодом і мешканці Єрусалима, зненавиділи Єремію за його пророцтва (Єр. 11:21); Єр. 12:6). Після одного з публічних виступів у єрусалимському храмі пророка Єремію побив і посадив у колодки Пашхур (ця людина мала стежити за порядком у храмі) (розділ 20). Аж на початку правління царя Йоакима за привселюдну промову в храмі Єремію притягли до суду. Лише слова знатних заступників врятували Єремію від смерті (розділ 26). Невдовзі після цього Єремія диктує всі свої промови писарю Барухові, прихильнику й, швидше за все, одному з учнів пророка. До часу, коли Барух записав промови пророка, служба Єремії тривала була вже більше двадцяти років. Барух читає привселюдно сувій у дворі Храму, потім цей же сувій вельможі зачитують царю. Цар стовпець за стовпцем спалює сувій у вогні. Після цього Єремія знов проказує Барухові свої промови. Пророк і його вірний помічник мусять ховатися від царського гніву (розділ 36).
По смерті Йоакима й полону Йоахина, Єремія закликає своє плем'я й царя Седекію не противитися вавилонянам, за що багато хто в Єрусалимі вважає його зрадником. Єрусалимська аристократія зачиняє Єремію в страшній підземній в'язниці, де Єремію, далебі, чекала смерть. Ця в'язниця була цистерною для зберігання води. Але незабаром, завдяки заступництву царського євнуха Еведмелеха, Єремієве становище полегшили (розділ 38). Тим часом Навуходоносор переміг фараона Нехо II в битві під Каркемишем у 605 р. до н. е., а цар Юдеї Йоаким змінив підданство й перейшов під владу Вавилону. Спроби звільнитися від нової залежності закінчилися першим завоюванням Єрусалима та першою депортацією в 597 р. до н. е. Вислати мали й царя Йоакима (він помер під час першої облоги) та всіх знатних мешканців Юдеї. Останній час служби пророка був у роки між першою та другою депортацією та повним зруйнуванням Єрусалима в 586 р. до н. е. Коли Єрусалим були захопили, вавилонська військова адміністрація помилувала Єремією — полководець Навуходоносора Невузарадан випускає Єремію з в'язниці й дозволяє йому залишитися в країні. Єремія вирушає до намісника Ґедалії, у Міцпу (розділ 40). Після вбивства Ґедалії пророк знову промовляє до свого племені, переконуючи його не йти до Єгипту (Єр. 42). Смерть пророка, либонь, знайшла в Єгипті, куди він вирушив був укупі з біженцями. Отже біографічні розповіді про Єремію закінчуються тим, що Єремія разом з Барухом мусить іти до Єгипту, де пророк виголошує ще одну промову — про майбутній похід Навуходоносора на Єгипет (розділи 43—44).